# Compesmühle
Die Compesmühle war eine Wassermühle mit einem unterschlächtigen Wasserrad am Gladbach in der Stadt Mönchengladbach.

## Geographie
Die Compesmühle hatte ihren Standort an der linken Seite des Gladbachs, am Compesmühlenweg im Stadtteil Lürrip. Oberhalb hatte die Gierthmühle ihren Standort, unterhalb befand sich die Engelsmühle. Das Gelände, auf dem das Mühlengebäude stand, hat eine Höhe von rund 46 m ü. NN.

## Gewässer
Der Gladbach, (GEWKZ 28614) der auch Namensgeber der Stadt Mönchengladbach ist, war über Jahrhunderte eine wichtige Lebensader. Er versorgte die Anwohner und insgesamt acht Mühlen mit Wasser und war der Ursprung der aufblühenden Textilindustrie in Mönchengladbach. Der etwa 6,3 km lange Gladbach entsprang in Waldhausen, durchquerte die Stadtteile Pesch und Lürrip und mündete bei Uedding in die Niers. Er ist heute größtenteils verrohrt und fließt ab der Volksbadstraße auf 1.904 m als offenes Gerinne entlang der Bahnstrecke Mönchengladbach–Düsseldorf bis zur Niers. Das Einzugsgebiet des Gewässers beträgt 26,208 Quadratkilometer. Die Pflege und der Unterhalt des Gewässers obliegt der NEW AG.

## Geschichte
Ebenso wie die Gierthmühle blieb die Compesmühle stets selbstständig und geriet nicht in den Besitz des Konvents. Die Mühle war Familienbesitz und trug über Jahrhunderte den gleichen Namen. Erster Besitzer waren ab 1559 Henrich tho Kompis und seine Frau Catharina. 1786 beantragte Heinrich Compes den Bau einer Ölmühle am rechten Ufer des Gladbachs. Der Abt genehmigte den Bau gegenüber der bisherigen Getreidemühle. Im Laufe der Jahre wurden in den Mühlengebäuden auch eine Brauerei und eine Gastwirtschaft betrieben. Das Bachbett des Gladbachs wurde 1824 begradigt, um die Antriebskraft an den Wasserrädern zu verstärken. Der Mühlenbetrieb wurde 1890 aus Rentabilitätsgründen und steigender Konkurrenz eingestellt. Die Stadt kaufte 1902 das Staurecht. Nach einer Restaurierung der Gebäude im Jahr 1990 dienen sie heute als Wohnhaus.

## Galerie

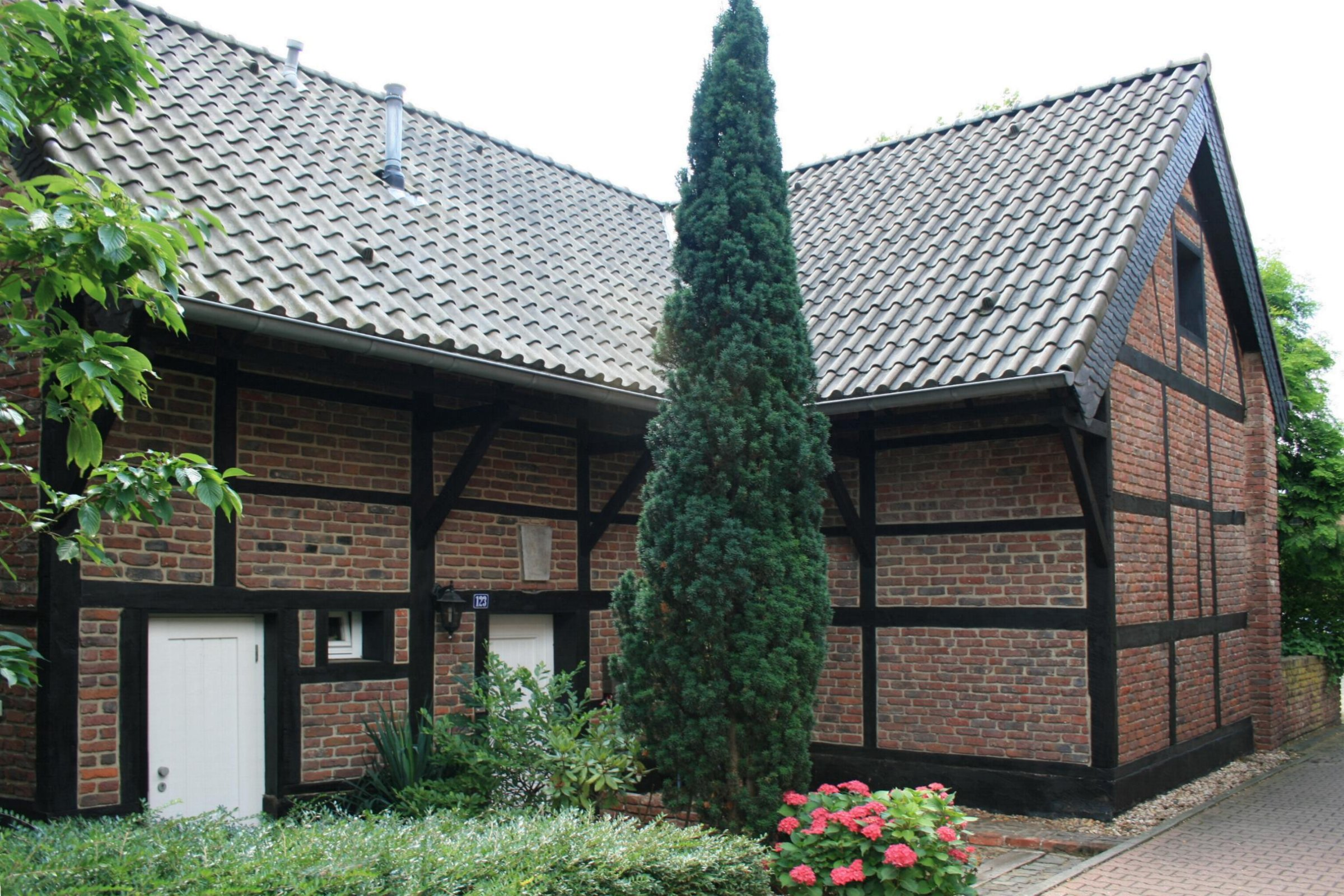
Nebengebäude der Compesmühle
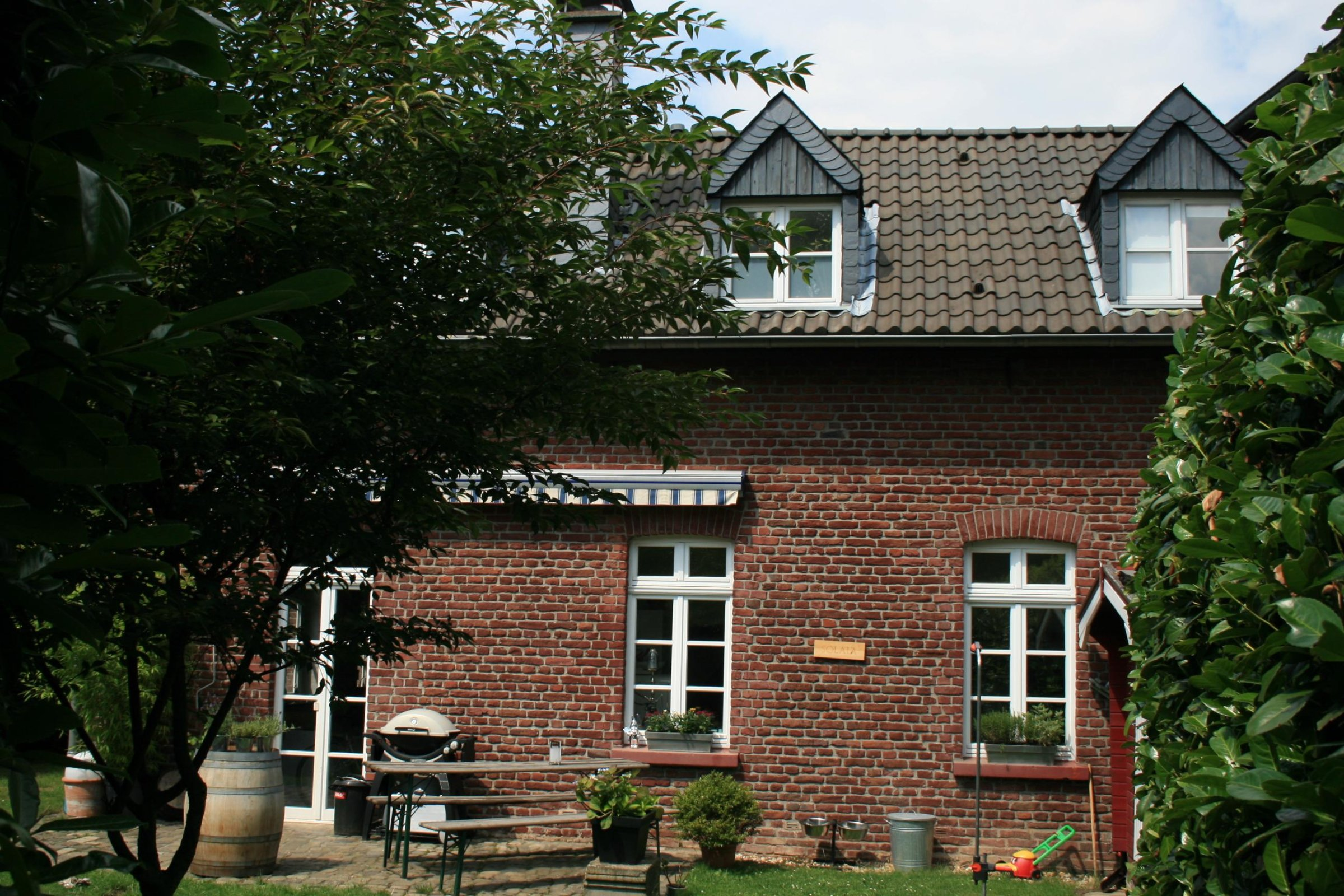
Rückseite des Nebengebäudes
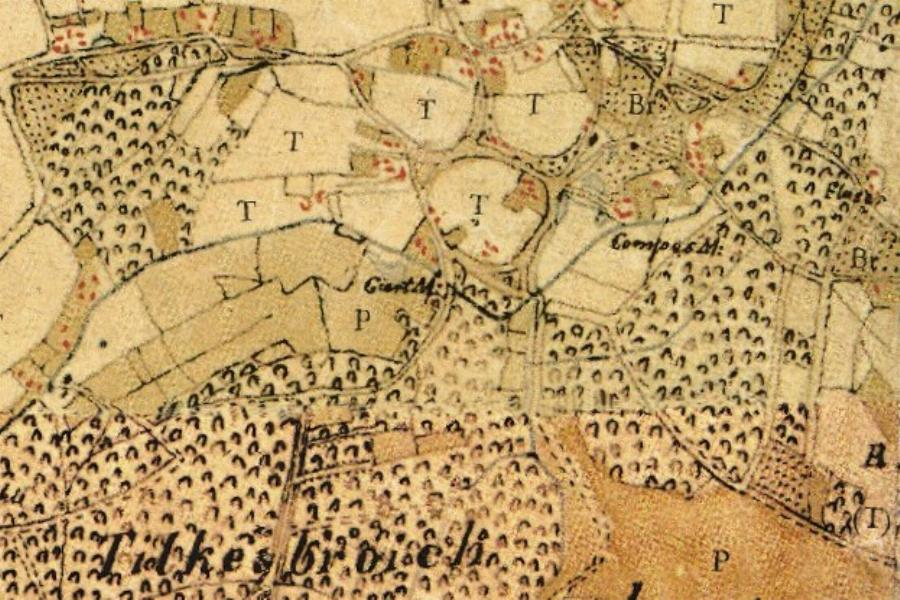
Die Compesmühle auf der Tranchotkarte 1803–1820
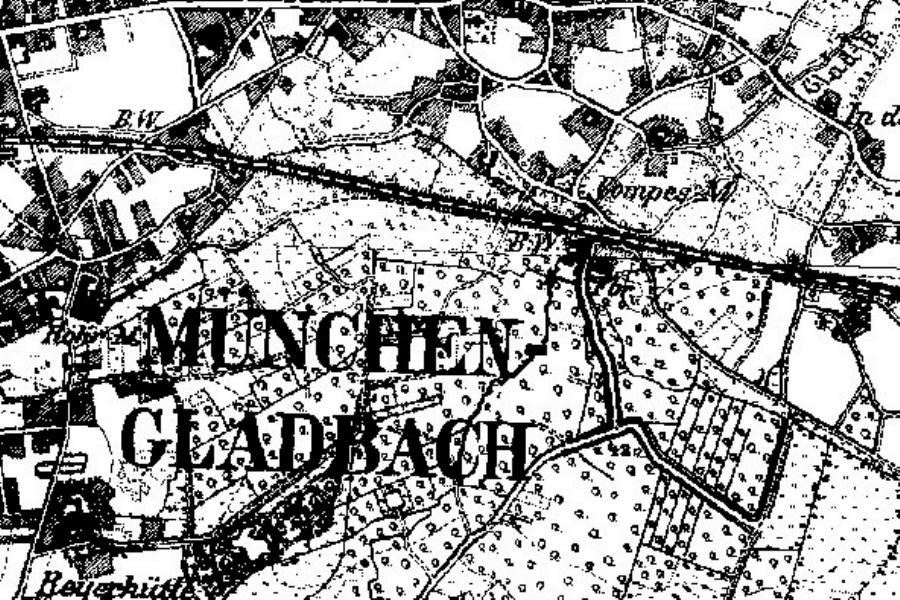
Die Compesmühle auf der Neuaufnahme 1891–1912
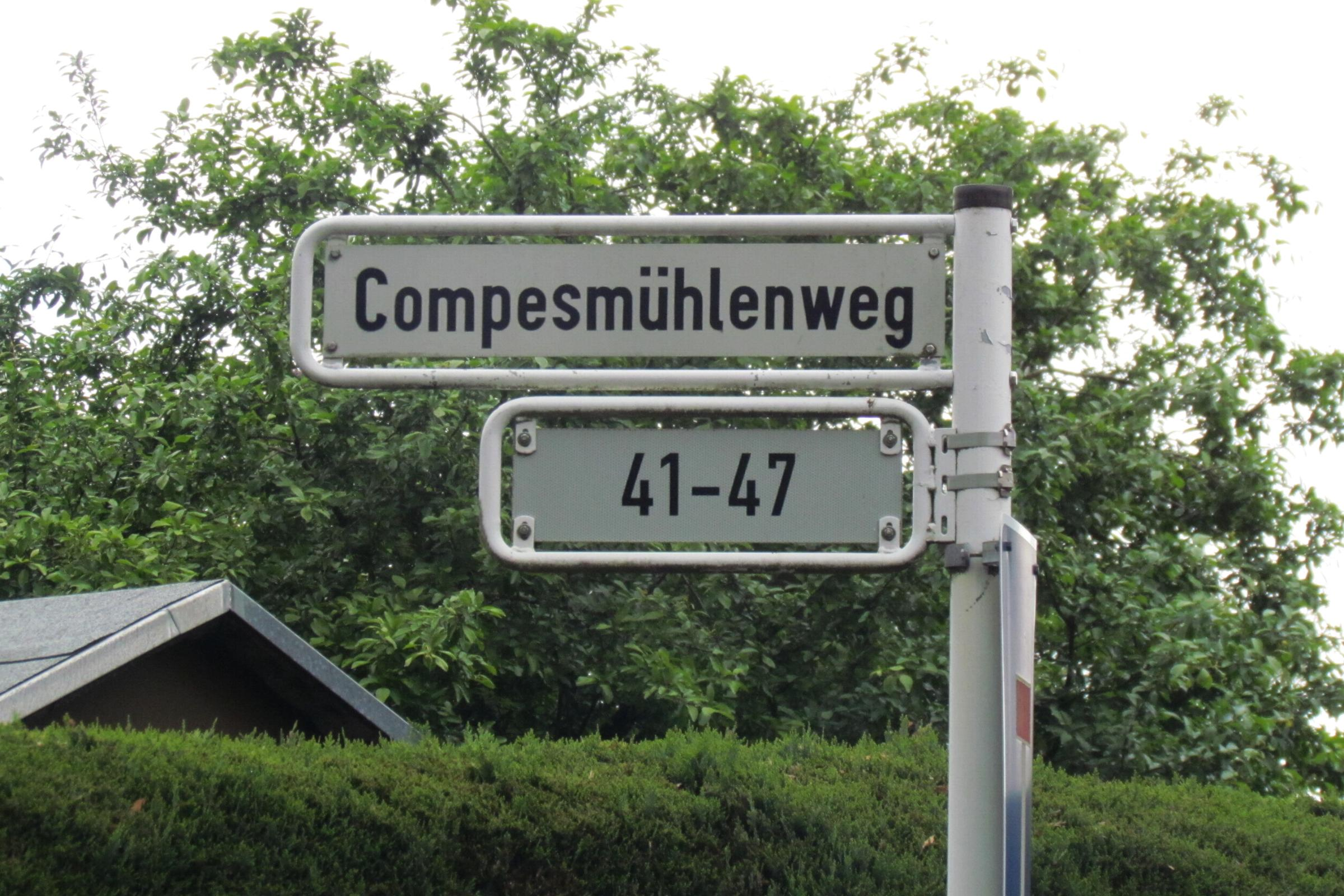
Straßenschild, Compesmühlenweg
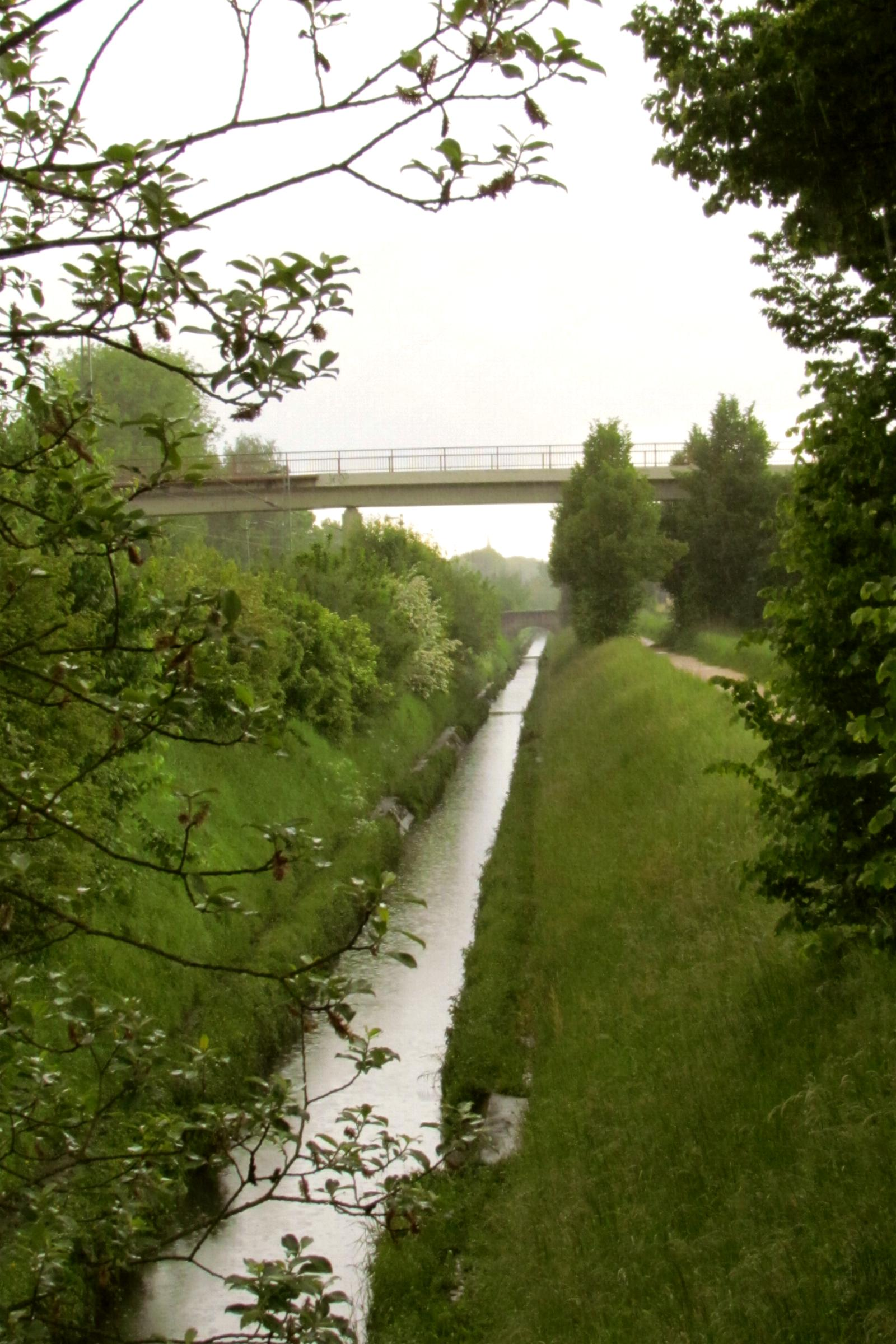
Der Gladbach als offenes Gerinne
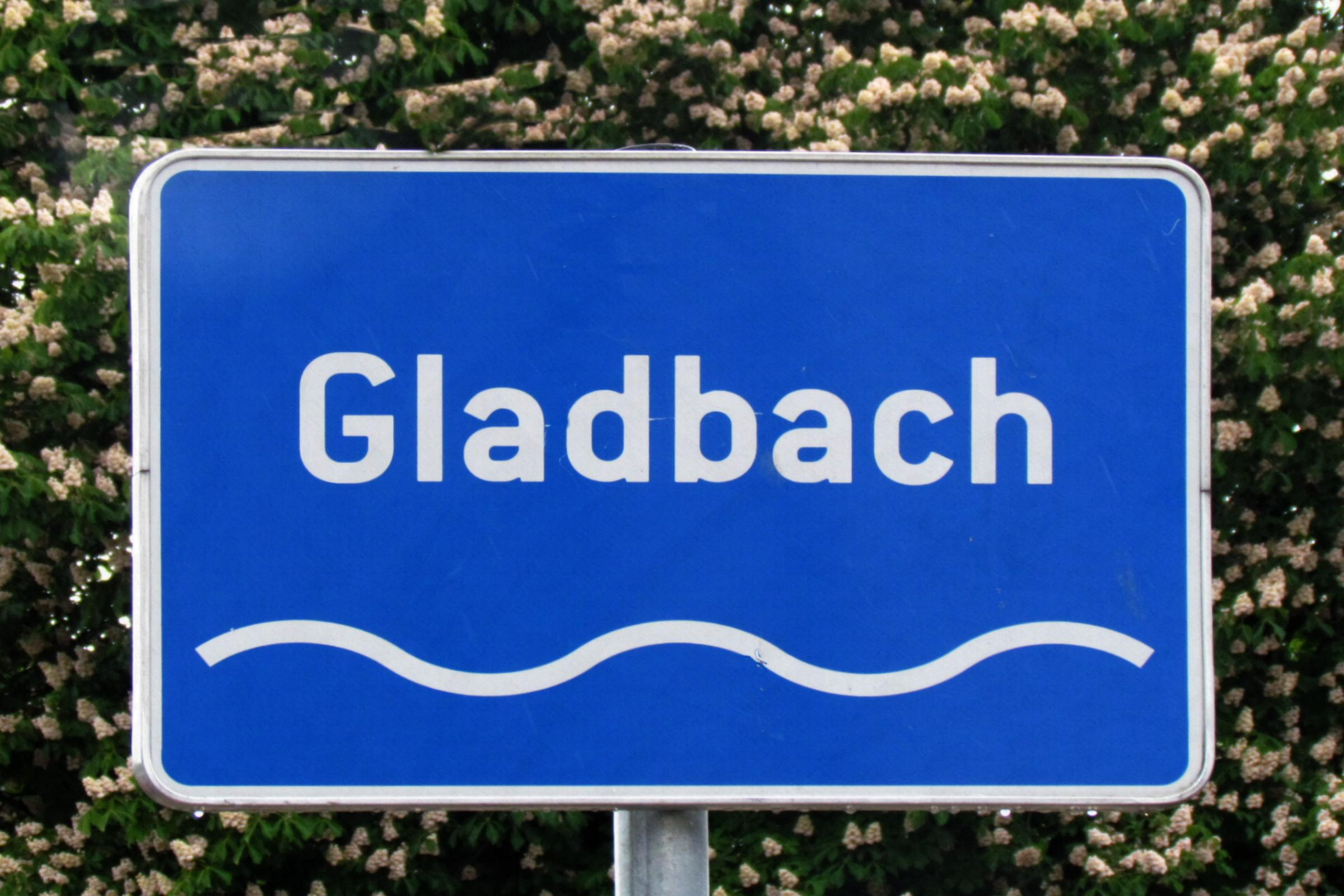
Hinweisschilder zeigen den Kanalverlauf des Gladbachs an
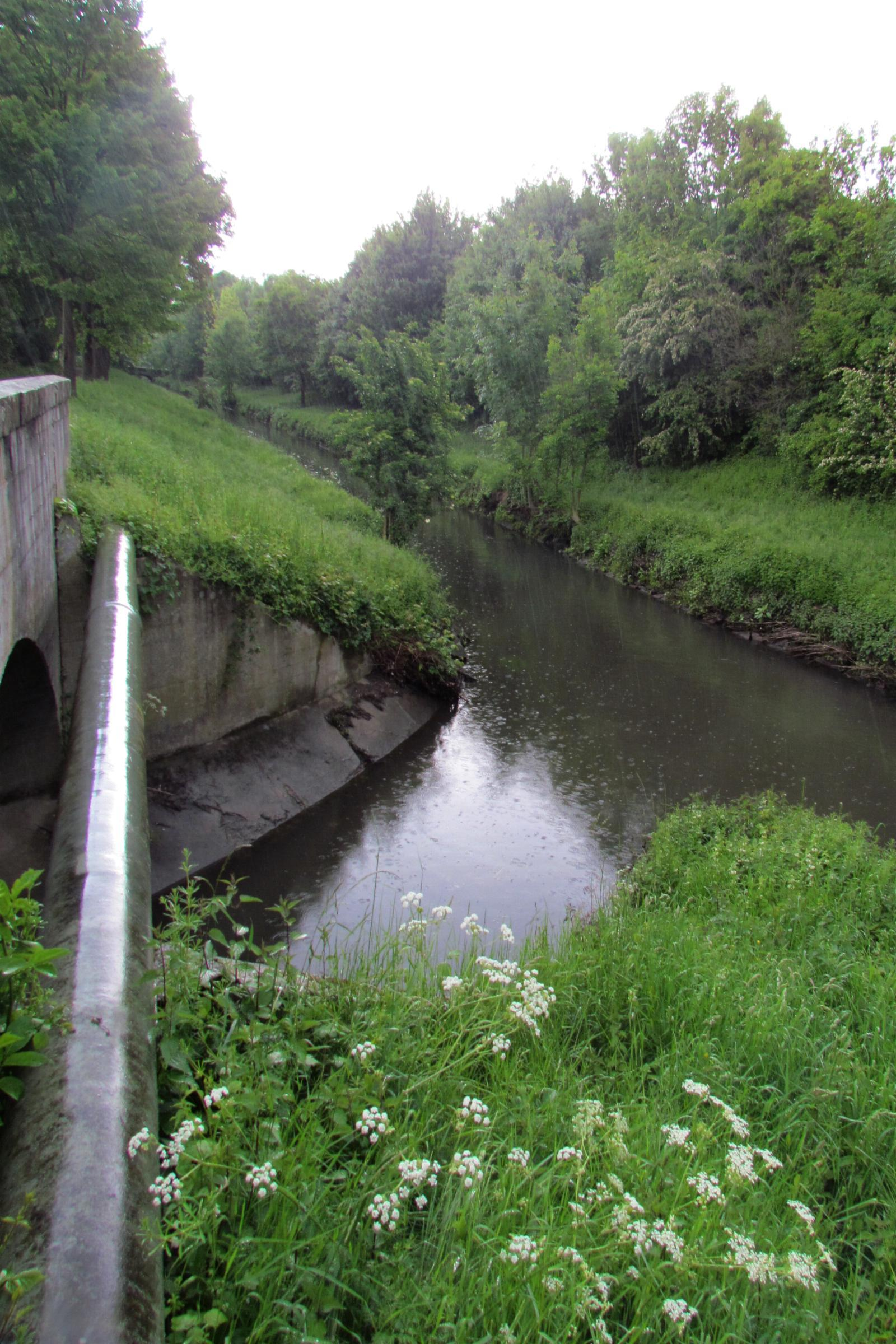
Mündung des Gladbach in die Niers

## Denkmalschutz
Die Compesmühle wurde am 4. Dezember 1984 unter der Denkmalnummer C 001 in die Denkmalliste der Stadt Mönchengladbach mit folgendem Text eingetragen:
Städtebauliche Lage in ehemals landwirtschaftlich genutztem Bereich, der inzwischen durch moderne Bebauung eingebaut wurde. Mühlengebäude der ehemaligen abteilichen Wassermühle. Baujahr 1851 auf alter Stelle erneuert.
Heute noch vorhanden sind zwei Baukörper der ehemaligen Wirtschaftsgebäude, davon das zweigeschossige Hauptgebäude in Backsteinkostruktion massiv mit einem Satteldach und Krüppelwalmdach. Sowie daran angebaut eine Fachwerkanlage mit Backstein gemischt, eingeschossig wohl ehemals Stallungen und eine Wohnung, vor 1851 schon vorhanden, die L-förmig in eine Scheune mit Tordurchfahrt sich erweitern.
Von der Unterschutzstellung sind erfasst: Wohn- und Torgebäude der ehemaligen mittelalterlichen abteilichen Wassermühle Nr. 123 sowie das Backstein-Mühlengebäude Nr. 121 und 125.